# Kocioł Smogorni
Kocioł Smogorni – nisza niwalna w Sudetach Zachodnich, w środkowej części Karkonoszy.
Kocioł Smogorni położony jest w południowo-zachodniej Polsce, w Sudetach Zachodnich, w paśmie Karkonoszy, na terenie Karkonoskiego Parku Narodowego, na zachód od formacji skalnej Słonecznika, na północno-zachodnim zboczu Smogorni.
Kocioł Smogorni jest to nisza niwalna o półkolistym zarysie, podcinający północno-zachodnie zbocze Smogornia. Ściany niszy łagodnie opadają, a dno jest wąskie i płytkie. Zbocza niszy częściowo porośnięte są kosodrzewiną. Rośnie tu wiele gatunków ziół. W Kotle Smogorni swoje źródło ma Srebrny Potok.
Kocioł Smogorni powstał w wyniku zalegania przez długi czas zlodowaciałej pokrywy śnieżnej w górnej partii istniejącej wcześniej doliny rzecznej. Śniegu było na tyle dużo, że nie topniał w ciągu lata lecz zamieniał się w firn, być może lód, ale na tyle mało, że nie przekształcił się w lodowiec górski. Nie powstał cyrk lodowcowy ani jęzor lodowcowy ani moreny. Proces ten miał miejsce w plejstocenie, prawdopodobnie podczas ostatniego zlodowacenia (zodowacenia bałtyckiego).

## Turystyka
W pobliżu Kotła Smogorni przechodzą szlaki turystyczne:
 – czerwony fragment Głównego Szlaku Sudeckiego prowadzący z Szklarskiej Poręby na Śnieżkę i dalej, przechodzi górną krawędzią kotła
 – zielony, prowadzący z Karpacza, przechodzi dolną krawędzią kotła.